# Sorbollano
Sorbollano (kors. Surbuddà) – miejscowość i gmina we Francji, w regionie Korsyka, w departamencie Korsyka Południowa.
Według danych na rok 1990 gminę zamieszkiwały 73 osoby, a gęstość zaludnienia wynosiła 9 osób/km².